# 3691 Bede
3691 Bede eller 1982 FT är en asteroid i huvudbältet som upptäcktes den 29 mars 1982 av den chilenske astronomen Luis E. González vid Cerro El Roble Station. Den är uppkallad efter munken Beda venerabilis.
Asteroiden har en diameter på ungefär 4 kilometer och den tillhör asteroidgruppen Amor.